# Sodík
Sodík (chemická značka Na, latinsky natrium) je nejběžnějším prvkem z řady alkalických kovů, hojně zastoupený v zemské kůře, mořských vodách i živých organismech.

## Základní fyzikálně-chemické vlastnosti

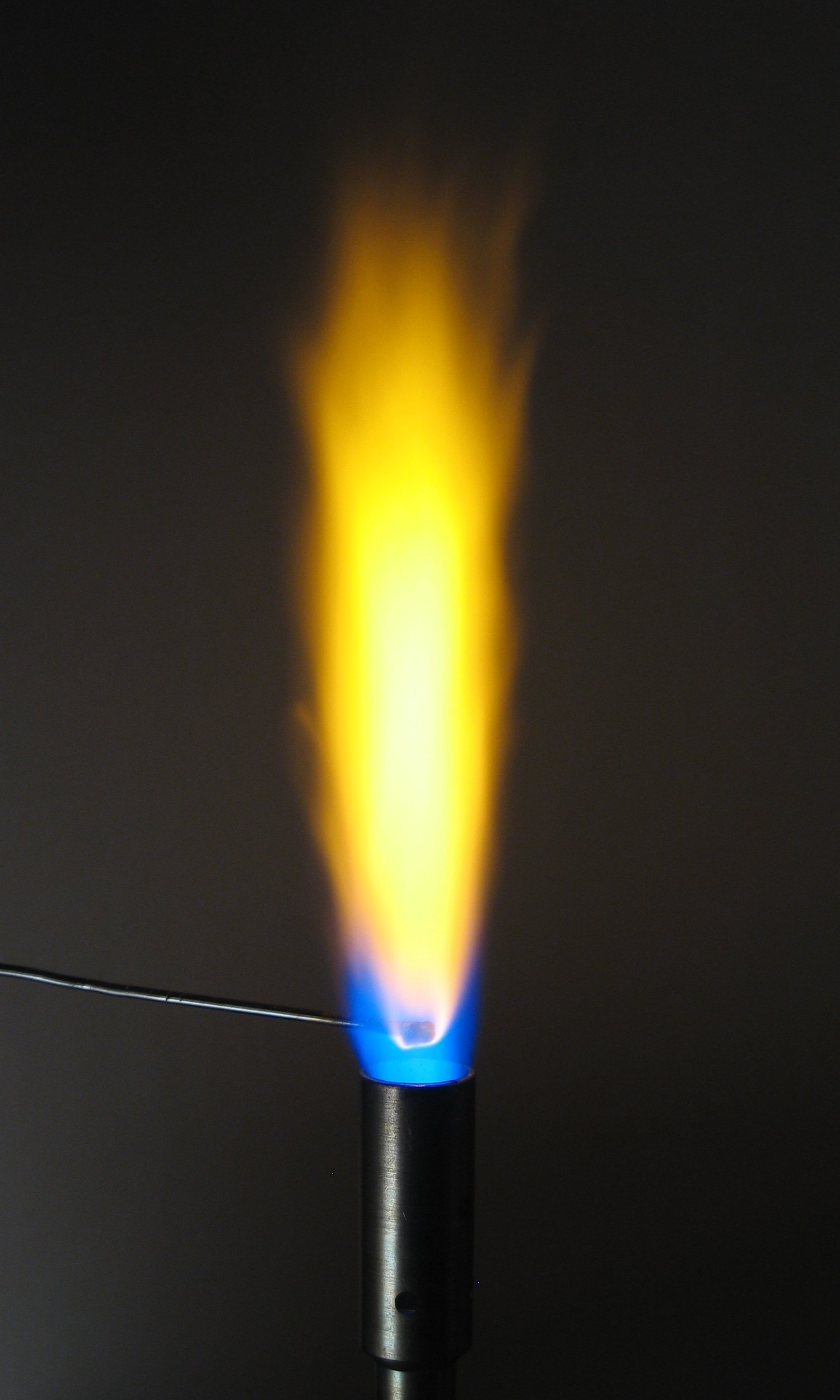
Plamenová zkouška

Sodík je měkký, lehký a stříbrolesklý kov, který lze krájet nožem. V Mohsově stupnici tvrdosti má sodík hodnotu menší než 1 (je měkčí než mastek i lithium). Sodík dobře vede elektrický proud i teplo, má menší hustotu než voda a plave na ní. V parách sodíku se kromě jednoatomových částic můžeme setkat i s dvouatomovými molekulami, páry mají purpurovou barvu. V kapalném amoniaku se rozpouští za vzniku temně modrého roztoku. Sodík vytváří v přírodě pouze jeden stabilní izotop, ale v laboratoři se podařilo připravit několik dalších, silně nestabilních izotopů. Elementární kovový sodík lze dlouhodobě uchovávat např. překrytý vrstvou alifatických uhlovodíků jako petrolej nebo nafta, s nimiž nereaguje.
Sodík vytváří v přírodě pouze sloučeniny v mocenství Na+ – sodné sloučeniny. V laboratoři lze však také připravit sloučeniny (tzv. superbáze), ve kterých může mít sodík sodidový anion Na−. K tomu může dojít, protože sodík tak zaplní s-orbital a vytvoří stabilní elektronovou konfiguraci. Takovéto sloučeniny jsou však velmi nestabilní, protože sodík má nízkou ionizační energii, ale velmi vysokou elektronovou afinitu, proto dojde velmi snadno k oxidaci, a tak tyto sloučeniny patří mezi nejsilnější redukční činidla. Sodík rychle a silně reaguje s kyslíkem i vodou a v přírodě se s ním proto setkáváme pouze ve formě sloučenin. Reakce sodíku s vodou je natolik exotermní, že unikající vodík reakčním teplem obvykle samovolně explozivně vzplane. Sodík se s kyslíkem na vzduchu slučuje na peroxid sodný Na2O2. S vodíkem reaguje za mírného zahřátí na hydrid sodný NaH. S dusíkem se sodík slučuje při elektrickém výboji, při této reakci může vzniknou nitrid sodný Na3N nebo azid sodný NaN3. Sodné soli barví plamen intenzivně žlutě.

## Historický vývoj
O sodných sloučeninách se zmiňuje již Starý zákon. Označují v něm látku neter vhodnou jako prostředek praní. Ta samá látka byla dobře známa i Egypťanům, Řekům a Římanům (Římané ji nazývali nitrum). Tato sloučenina je nám dnes známa jako soda – uhličitan sodný Na2CO3. V té době v sodě byl přimíchán i potaš – uhličitan draselný K2CO3, který od sebe nedokázali odlišit. V 15. století dal alchymista Geber této sloučenině název alkali.
Oddělit od sebe sodu a potaš se poprvé povedlo v roce 1702 Georgu Stahlovi a experimentálně to dokázal roku 1736 Duhamel de Monceau. Roku 1758 Mergraf odlišil oba kovy na základě plamenových zkoušek. Sodík ve formě čistého kovu připravil až roku 1807 sir Humphry Davy elektrolýzou roztaveného hydroxidu sodného v platinové misce; jako zdroj elektrické energie mu sloužil Voltův sloup.[zdroj?]

## Výskyt v přírodě

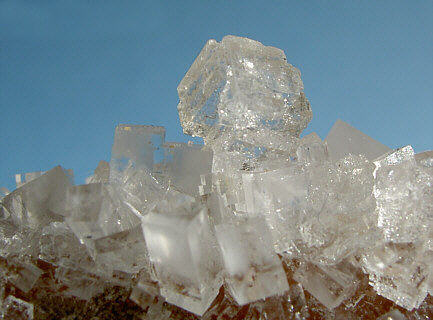
Minerální chlorid sodný, halit – NaCl

Sodík je poměrně bohatě zastoupen na Zemi i ve vesmíru. Předpokládá se, že zemská kůra obsahuje 2,4 – 2,6 % sodíku, čímž se řadí na 5. místo ve výskytu prvků na zemi. Mořská voda obsahuje sodík jako hlavní kation v koncentraci přibližně 10,5 g Na/l. Ve vesmíru připadá jeden atom sodíku přibližně na 800 tisíc atomů vodíku.
Vzhledem k vysoké rozpustnosti většiny sloučenin sodíku došlo v průběhu geologických přeměn zemské kůry k vyplavení značné části sodíku z povrchových vrstev pevninské zemské kůry do oceánských vod. Obecně je právě chlorid sodný NaCl považován za základní složku mořské soli i když se v mořské vodě setkáme prakticky se všemi prvky Mendělejevovy periodické soustavy prvků.
Značný obsah sodíkových iontů nalézáme také ve všech podzemních minerálních vodách, které se dostaly do dlouhodobého kontaktu s horninami a sodíkové ionty se do nich vyloužily.
Z minerálů, obsažených v zemské kůře je nejznámější halit (sůl kamenná), chemicky chlorid sodný NaCl. Ložiska tohoto minerálu mají původ ve vyschlých jezerech a mořích minulých geologických období. Příkladem minerálů biogenního původu je chilský ledek, chemicky dusičnan sodný NaNO3, který se nachází na chilském pobřeží. Další minerály sodíku jsou kryolit Na3AlF6, thenardit Na2SO4, Glauberova sůl Na2SO4·10H2O, glauberit Na2SO4·CaSO4, glaserit Na2SO4·3K2SO4, solfatarit NaAl(SO4)2·12H2O, soda Na2CO3, trona Na2CO3·NaHCO3·2H2O, borax Na2B4O7·10H2O a další mnohé živce, slídy, alkalické pyroxeny, alkalické amfiboly a zeolity.
Sodík patří mezi biogenní prvky a nachází se ve všech buňkách rostlinných i živočišných tkání.

## Výroba

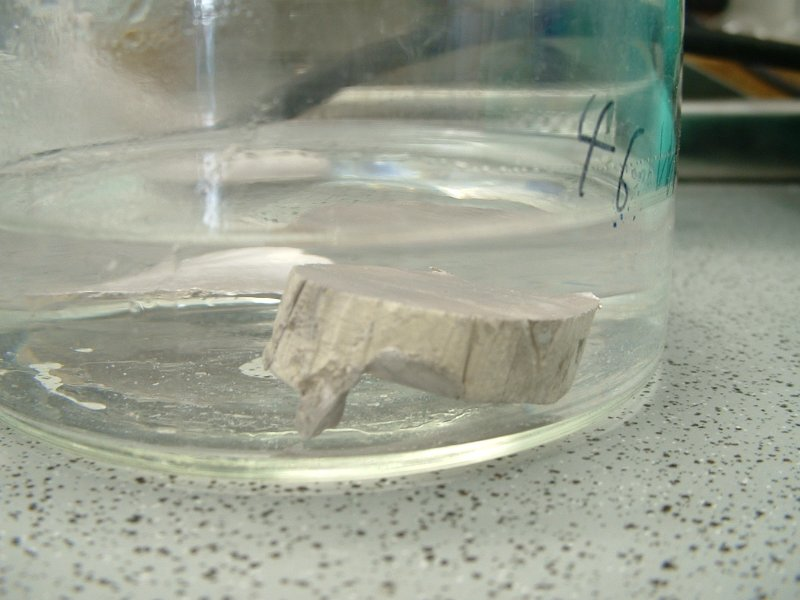
Sodík pod petrolejem

Dříve se sodík vyráběl elektrolýzou taveniny hydroxidu sodného, který se připravoval elektrolýzou roztoku chloridu sodného. Bylo to proto, že hydroxid sodný má nižší teplotu tání než chlorid sodný, a proto byla výroba volena touto, ač trochu komplikovanější cestou.
Od té doby se vhodnými přísadami podařilo výrazně snížit teplotu tání chloridu sodného a kovový sodík se dnes průmyslově vyrábí elektrolýzou roztavené směsi 60 % chloridu vápenatého a 40 % chloridu sodného při teplotě 580 °C. Vápník vzniklý elektrolýzou ve sběrné nádobě tuhne, protože jeho teplota tání je vyšší než sodíku a tím se od sodíku odděluje. Materiálem katody je obvykle železo, anoda je grafitová. Dalším produktem této elektrolýzy je plynný chlór, který bývá obvykle ihned dále zužitkován pro chemickou syntézu. V současné době se vyrobí okolo 200 000 tun sodíku ročně.
2 Na+ + 2 e− → 2 Na
2 Cl− → Cl2 + 2 e−
V některých případech slouží při elektrolýze jako katoda kovová rtuť, pak je produktem sodíkový amalgám, tedy roztok elementárního sodíku ve rtuti. Tato látka nalézá řadu uplatnění především v organické syntéze jako účinné redukční činidlo. Sodíkový amalgám se poté štěpí vodou na hydroxid sodný a rtuť, která se vrací do výrobního procesu. V poslední době se od tohoto způsobu výroby sodíku ustupuje, protože toxická rtuť, byť po malých množstvích, ale často uniká. Proto se při výrobě končí u výroby sodíkového amalgámu, který je „stabilní“, a sodík se dále touto cestou nevyrábí.

## Využití
- Roztavený kovový sodík se často uplatňuje v jaderné energetice a v leteckých motorech jako látka odvádějící teplo. V určitých typech reaktoru vzniká teplo jaderným rozpadem uranu v primárním okruhu jaderného reaktoru. Důvodem využití je jednak poměrně nízká teplota tání sodíku a především fakt, že sodík při styku s vysoce energetickými neutrony nebo γ – paprsky nepodléhá radioaktivní přeměně na nebezpečné β nebo γ zářiče s dlouhým poločasem rozpadu.
- Elementární sodík je mimořádně silné redukční činidlo a bývá proto využíván pro řadu organických syntetických reakcí a i při výrobě některých kovů z jejich chloridů jako je titan a zirkonium. Sodík se také používá jako katalyzátor při výrobě pryže a elastomerů.
- Elektrickým výbojem v prostředí sodíkových par o tlaku několika pascalů vzniká velmi intenzivní světelné vyzařování žluté barvy. Tento jev nalézá uplatnění při výrobě sodíkových výbojek, se kterými se můžeme prakticky setkat ve svítidlech pouličního osvětlení.
- Neónové lampy s přídavkem Na jsou zdrojem jasného světla.
- Vysoušejí se s ním kapaliny a transformátorový olej.
- Využívá se v sodíkovo-sírových nebo sodíkovo-iontových bateriích (NIB)[2]
- Elementární sodík používá na přípravu peroxidu sodného, který se používá jako součást pracích prášků a k přípravě bělících lázní na hedvábí, vlnu, umělé hedvábí, slámu, peří, vlasy, štětiny, mořské houby, dřevo, kosti a slonovinu. Sodík se používá i na výrobu hydridu sodného a organických solí.
- Hydroxid sodný se používá při výrobě mýdel reakcí s vyššími tzv. mastnými kyselinami. Sodná mýdla jsou většinou pevná na rozdíl od draselných, která jsou většinou tekutá. Dále se využívá se např. při výrobě léčiv, hedvábí a celulózy a při čištění olejů a uplatňuje se samozřejmě i v laboratoři (jedná se o základní průmyslovou i laboratorní chemikálii).
- Siřičitan sodný se používá ve fotografickém průmyslu v ustalovací fázi a u výbojek. Ve farmacii se používá jako antiseptikum a jako konzervační prostředek.
- Peroxid sodný se používá pro poutání vzdušného oxidu uhličitého v ponorkách a dýchacích přístrojích pro potápěče pod názvem Oxon.[zdroj?] Nalézá také využití jako energetické oxidační činidlo.
- Kyanid sodný NaCN slouží k vyluhování zlata.
- Uhličitan sodný se používá převážně při výrobě skla, v textilním a papírenském průmyslu, jako součást pracích prášků, při výrobě pigmentů, dalších solí a jako čisticí prostředek.
- Hydrogenuhličitan sodný se používá jako součást kypřících prášků do pečiva, k neutralizaci poleptání kyselinou či k neutralizaci žaludečních šťáv při překyselení žaludku. Může se také používat jako náplň do hasicích přístrojů.
- Síran sodný se používá při výrobě skla, organických rozpouštědel, jako součást pracích prostředků a v lékařství se používá jako projímadlo.

## Sloučeniny

### Anorganické sloučeniny

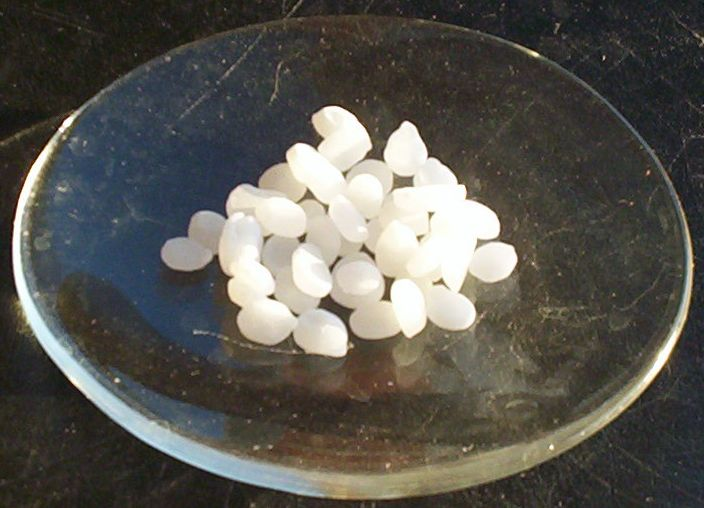
Hydroxid sodný

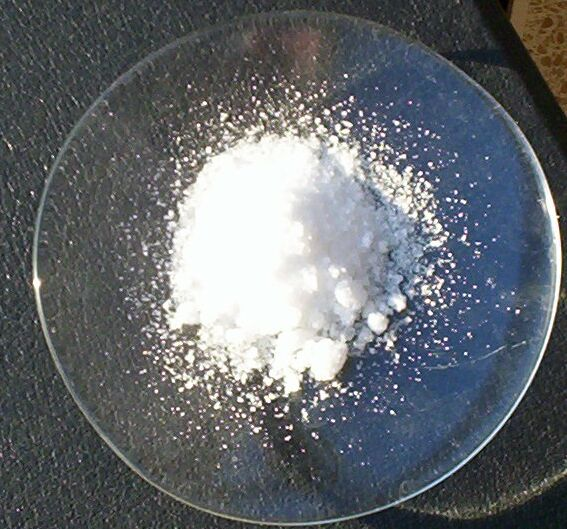
Chlorid sodný

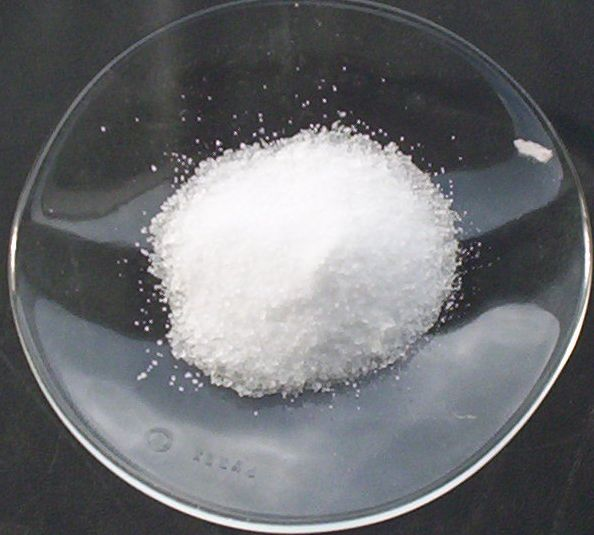
Síran sodný

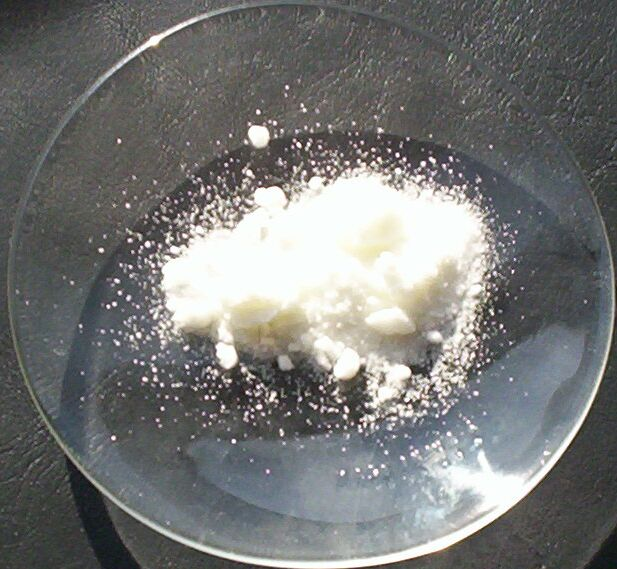
Dusičnan sodný

Hydrid sodný NaH je bílá krystalická látka, která je značně reaktivní a i na suchém vzduchu reaguje s kyslíkem. S vodou reaguje velmi živě za vzniku hydroxidu sodného a vodíku. Hydrid sodný je poměrně silným redukčním činidlem. Vzniká reakcí mírně zahřátého sodíku ve vodíkové atmosféře.
Oxid sodný Na2O je v čisté podobě bílý prášek. Tvoří se v malé míře při hoření sodíku na vzduchu a v čisté podobě ho lze získat zahříváním peroxidu sodného se sodíkem nebo zahříváním hydroxidu sodného se sodíkem.
Peroxid sodný Na2O2 je bledě žlutý prášek. Při styku s redukčními činidly se redukuje, někdy až explozivně, a to i za pokojové teploty. Rozpouštěním ve vodě vzniká hydroxid sodný a peroxid vodíku. Vyrábí se spalováním kovového sodíku v hliníkových nádobách.
{\displaystyle {\mathsf {2\,Na+O_{2}\ \to \ Na_{2}O_{2}}}}
Sodík reaguje s kyslíkem za vzniku peroxidu sodného.
Hydroxid sodný NaOH je bezbarvá, hygroskopická, silně leptavá látka, která leptá i sklo. Je velmi dobře rozpustná ve vodě, při jeho rozpouštění se uvolňuje značné množství tepla a vzniklý roztok se zahřívá. Získává se elektrolýzou roztoku chloridu sodného nebo rozpouštěním sodíku, oxidu sodného či peroxidu sodného ve vodě.

#### Soli
Sodné soli jsou ve vodě obecně velmi dobře rozpustné a jen několik je ve vodě nerozpustných, všechny mají bílou barvu, pokud není anion soli barevný (manganistan, chroman). Sodné soli vytváří snadno podvojné soli, ale velmi nesnadno komplexy. Ještě před 50 lety nebyly známy žádné komplexy alkalických kovů a uvažovalo se o nich, že nejsou vůbec schopny tvořit komplexy (podobně jako se uvažovalo, že vzácné plyny nejsou schopny tvořit sloučeniny)
Chlorid sodný NaCl, známý též jako sůl kamenná nebo kuchyňská sůl patří od dávných dob k běžně využívaným chemikáliím. Jako nezbytná součást lidské potravy byla již ve starověku mimořádně cennou surovinou a obchod s ní patřil k velmi výnosným, avšak i značně riskantním oborům podnikání. V současné době nalézá NaCl řadu průmyslových uplatnění. V běžném životě se s kuchyňskou solí setkáme nejčastěji v kuchyni. Získává se dolováním kamenné soli nebo odpařováním vody z mořské vody.
Uhličitan sodný neboli soda Na2CO3 je bílý, rozpustný prášek. Vyrábí se ze solanky (nasycený vodný roztok NaCl) Solvayovým způsobem, při kterém se do solanky nasycené amoniakem zavádí oxid uhličitý. Vzniká hydrogenuhličitan sodný NaHCO3, který se dále ve speciálních pecích za teploty 150 °C rozkládá na uhličitan sodný, oxid uhličitý a vodu.
{\displaystyle {\mathsf {NaCl+H_{2}O+NH_{3}+CO_{2}\ \to \ NaHCO_{3}+NH_{4}Cl}}}
Chlorid sodný reaguje s vodou, amoniakem a oxidem uhličitým za vzniku hydrogenuhličitanu sodného a chloridu amonného.
{\displaystyle {\mathsf {2\,NaHCO_{3}\ \to \ Na_{2}CO_{3}+CO_{2}+H_{2}O}}}
Hydrogenuhličitan sodný se rozkládá na uhličitan sodný, oxid uhličitý a vodu.
Hydrogenuhličitan sodný neboli jedlá soda NaHCO3 je bílý prášek se zásaditou chutí. Při Solvayově způsobu výrobu uhličitanu sodného vzniká hydrogenuhličitan sodný v jeho prvním kroku a odtud se také získává.
Dusičnan sodný neboli sodný nebo chilský ledek NaNO3 je bezbarvá krystalická látka s nahořklou chutí, která se velmi dobře rozpouští se vodě. Dusičnan sodný se ve velkém množství nachází na chilském pobřeží a v malých množstvích v Egyptě, Zakaspicku a Kolumbii.
Síran sodný Na2SO4 je bílá krystalická látka. Hydratovaná sůl se nazývá Glauberova sůl. Vzniká jako vedlejší produkt při přípravě kyseliny chlorovodíkové z kyseliny sírové a chloridu sodného nebo jako vedlejší produkt při výrobě chloridu draselného ze zbytků, které obsahují chlorid sodný a síran hořečnatý.
Sulfid sodný Na2S se vyrábí redukcí síranu sodného uhlíkem. Používá se v koželužství pro odchlupování kůží.

### Organické sloučeniny
Mezi organické sloučeniny sodíku patří zejména sodné soli organických kyselin – například benzoan sodný, který se používá v potravinářství jako konzervační prostředek, a sodné alkoholáty například ethoxid sodný (neboli ethanolát sodný), který se používají jako silná organická redukční činidla. K dalším sodným sloučeninám patří organické komplexy sodných sloučenin crowny a kryptáty. Zcela zvláštní skupinu organických sodných sloučenin tvoří organokovové sloučeniny.